# Schwarzblut
 (juin 2014).
Schwarzblut est un groupe néerlandais de musique industrielle.

## Histoire
Le groupe est formé entre fin 2007 et 2008. En 2009, le groupe publie son premier EP Sehlenwolf. 
Début 2010 sort son premier album Das Mausoleum en deux versions : une version normale et une version limitée contenant un CD de remixes. Son deuxième album, Maschinenwesen, est publié en 2012, lui aussi en deux versions.  En 2015 ils sortent le split Virginis Memoriae en compagnie de la chanteuse Hannah Wagner du groupe Helium Vola. En janvier 2018, le groupe annonce un nouvel album qui devrait être publié courant avril de la même année. Finalement, le groupe sort son quatrième album, Idisi, en août 2018,, précédé de 2 morceaux qu'ils ont publiés en février.

## Style musical
Le style du groupe est un mélange entre la musique gothique, électronique et industrielle. Le groupe, inspiré par Johann Wolfgang von Goethe, chante exclusivement en allemand.

## Membres
- Zeon - chant, musique
- Sturm - musique et vidéos
- Angèlika - chant
- Herr V. - batterie
- Verstörungssyndikat - guitare basse

## Discographie

### Albums studio
- 2010 : Das Mausoleum
- 2012 : Maschinenwesen
- 2014 : Gebeyn aller Verdammten
- 2018 : Idisi

### Autres
- 2009 : Sehlenwolf (EP)
- 2015 : Virginis Memoriae (split EP)
- 2015 : Judas (EP)
- 2017 : Wildes Herz (split mini-album)